# 双须维镰虫
双须维镰虫（学名：Willeysthenelais diplocirrus）为锡鳞虫科维镰虫属的动物。分布于从东澳大利亚到越南的广大海域，包括南海、台湾海峡等海域，属于印度太平洋热带种。